# Satoshi Nagano
Satoshi Nagano (長野 聡 Nagano Satoshi?), född 2 augusti 1982 i Fukuoka prefektur, är en japansk före detta fotbollsspelare.
Nagano började sin karriär 2005 i Avispa Fukuoka. 2006 blev han utlånad till Tokyo Verdy. Han gick tillbaka till Avispa Fukuoka 2007. 2010 flyttade han till Giravanz Kitakyushu.